# Gaudencio Borbon Rosales
Gaudencio Borbon Rosales (Batangas, 10 de agosto de 1932) é um cardeal Filipino e Arcebispo Emérito de Manila.

## Biografia
Realizou seus estudos nos Seminários Menor e Maior de San José, em Manila. Foi ordenado padre em 23 de março de 1958 na catedral de Lipa, por Alejandro Olalia, bispo de Lipa.
Eleito bispo-auxiliar de Manila em 12 de agosto de 1974 pelo Papa Paulo VI, foi consagrado bispo-titular de Esco em 28 de outubro, na Basílica da Imaculada Conceição, na cidade de Batangas, por Bruno Torpigliani, núncio apostólico nas Filipinas, coadjuvado por Jaime Lachica Sin, arcebispo de Manila e por Ricardo Jamin Vidal, arcebispo de Lipa. Nomeado bispo-coadjutor de Malaybalay em 9 de junho de 1982, sucedeu à Sé em 14 de setembro de 1984. Foi promovido a arcebispo metropolitano de Lipa em 13 de dezembro de 1992. Em 15 de setembro de 2003, foi transferido para a Sé Metropolitana de Manila.
Em 22 de fevereiro de 2006, foi anunciada a sua criação como cardeal pelo Papa Bento XVI, no Consistório de 24 de março, em que recebeu o barrete vermelho e o título de cardeal-presbítero de Santíssimo Nome de Maria na Via Latina. Foi nomeado membro do Conselho de Cardeais para o Estudo de Problemas Econômicos e Organizacionais da Santa Sé em 3 de fevereiro de 2007.
O Papa Bento XVI aceitou sua renúncia ao governo pastoral da arquidiocese de Manila em 13 de outubro de 2011, em conformidade com o cânon 401 § 1 do Código de Direito Canônico.

## Conclaves
- Conclave de 2013 - não participou da eleição de Jorge Mario Bergoglio como Papa Francisco, pois perdeu o direito ao voto em 10 de agosto de 2012.